# Oecobius przewalskyi
Oecobius przewalskyi är en spindelart som beskrevs av Hu och Li 1987. Oecobius przewalskyi ingår i släktet Oecobius och familjen Oecobiidae.
Artens utbredningsområde är Tibet. Inga underarter finns listade i Catalogue of Life.